# Fil de cosir

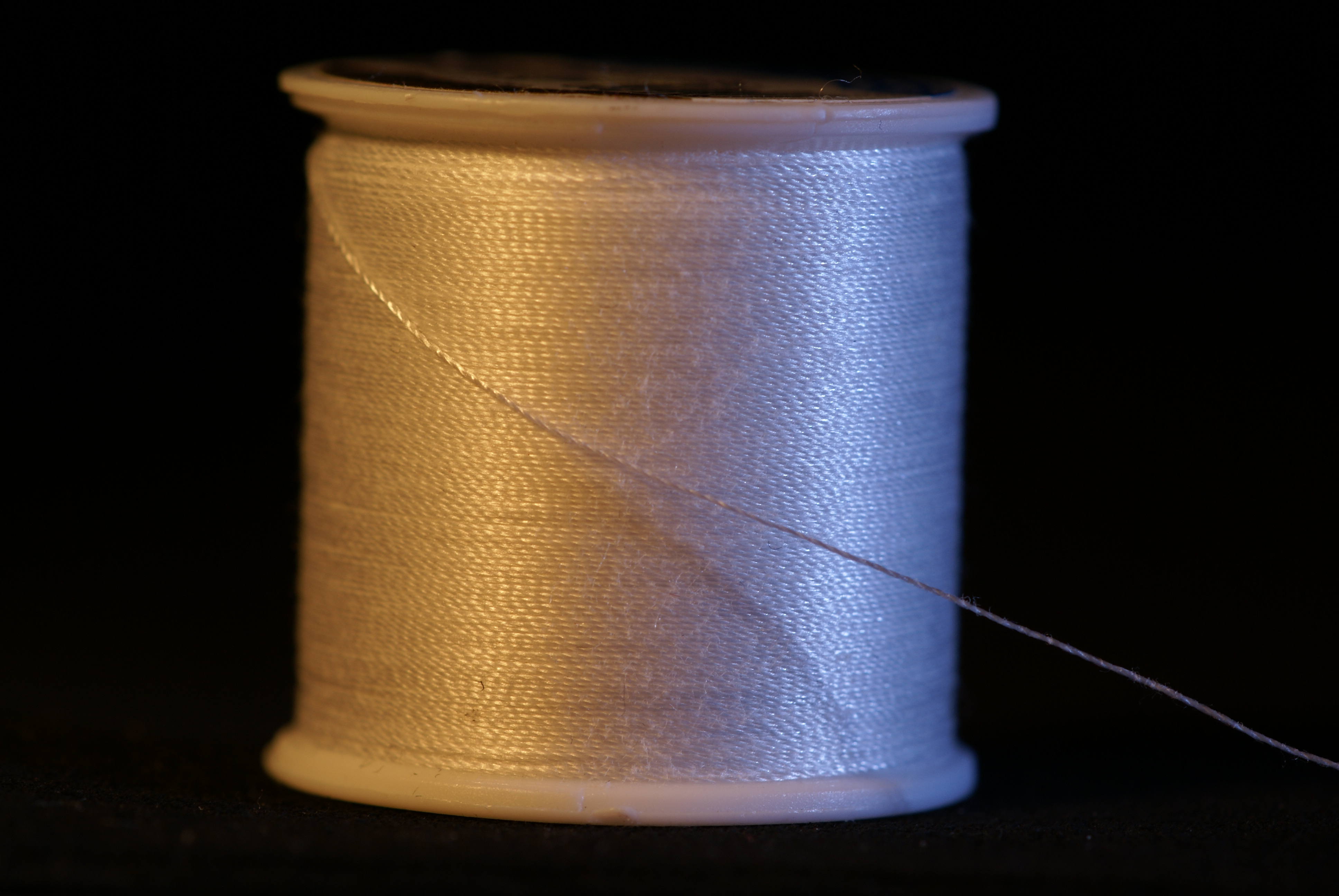
Rodet de fil de cosir de tot-ús; observant-lo de prop, es poden veure 2-capes de torsió en Z de cotó merceritzat, amb nucli de polièster.

El fil de cosir és un tipus de fil destinat a la costura. En contrast amb el fil genèric, el fil de cosir és filat a partir d'un gran ventall de fibres tèxtils, les quals componen aquest tipus de fil.

## Materials

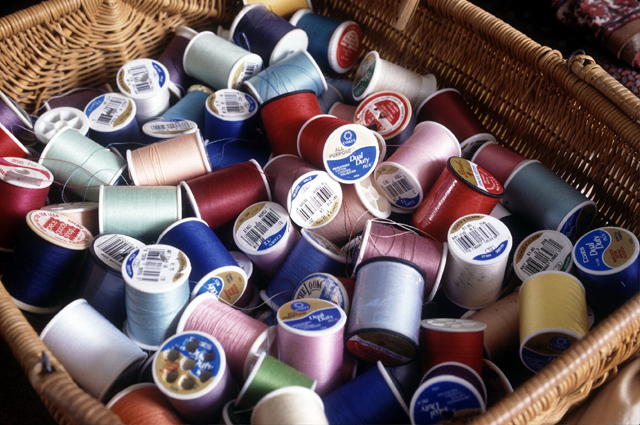
Rodets de fil de diferents materials

El fil de cosir està fet d'una àmplia varietat de materials. La següent taula enumera les matèries comunes, una descripció general i el que se suposa que és bo per a una determinada finalitat. En el cas del fil tot-ús per cosir a màquina, es pot utilitzar gairebé amb qualsevol material. Això és molt útil per aquells que estan tractant d'aprendre a cosir.
No obstant això, cal recordar que, quan el fil és més fort que el material que està sent unint, si s'estira aplicant massa força sobre les juntes, el material es pot trencar abans que el fil. Les peces de vestir, en general, es cusen amb fils de menor resistència que la tela, de manera que si es fa força, la costura es trencarà abans que la peça de tela.
Els materials pesats que han de suportar tensions considerables, com ara tapisseries,  seients de cotxe, lones, tendes de campanya, requereixen ser cosits amb fils molt forts. El intentar cosir-les amb un fil fi, generalment donarà lloc a un desgavell.
| Material         | Descripció | Propòsit                 |
| ---------------- | --- | ------------------------ |
| Cotó             | fil de cosir tradicional | general                  |
| Cotó / Polièster | Un fil de cotó amb un nucli de polièster que és lleugerament elàstic, però conserva l'aspecte tradicional del cotó                                  | força sense brillantor   |
| Fusible          | Fusiona teles de costura quan es planxen | rivet i appliqué         |
| Metàl·lic        | Un revestiment metàl·lic delicat protegit per un revestiment exterior que proporciona un de color / brillantor i / o textura extremadament vibrant. | decoració                |
| Niló             | Un monofilament transparent que pot ser fos per una planxa. El niló és generalment més fort que el polièster.                                       | força amb transparència  |
| Polièster        | Una barreja sintètica que és més forta i més elàstica que el cotó, amb poc o cap borrissol (pot ser texturitzada)                                   | força                    |
| Rayon            | Fet de cel·lulosa, però no es considera una fibra natural, ja que ha estat altament processada. Útil per a l'obtenció de colors brillants.          | aparença                 |
| Seda             | Un fil molt fi, fort i difícil de veure. | unir granadures          |
| Llana            | Un fil més gruixut. | aspecte d'estar per casa |
| Soluble en aigua | Es dissol quan es renta | embastat temporal        |

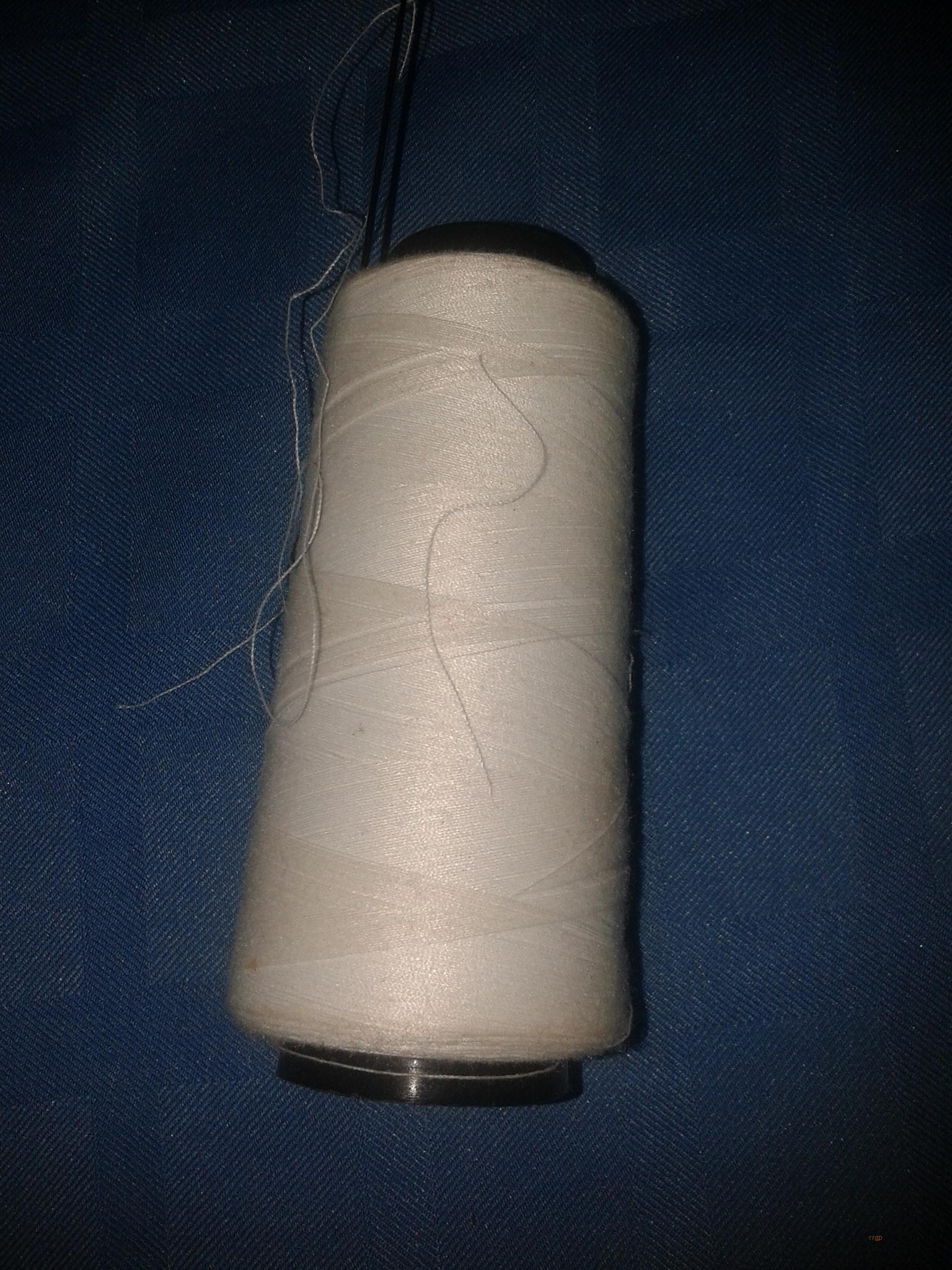
Fil de cosir de cotó blanc amb Agulla

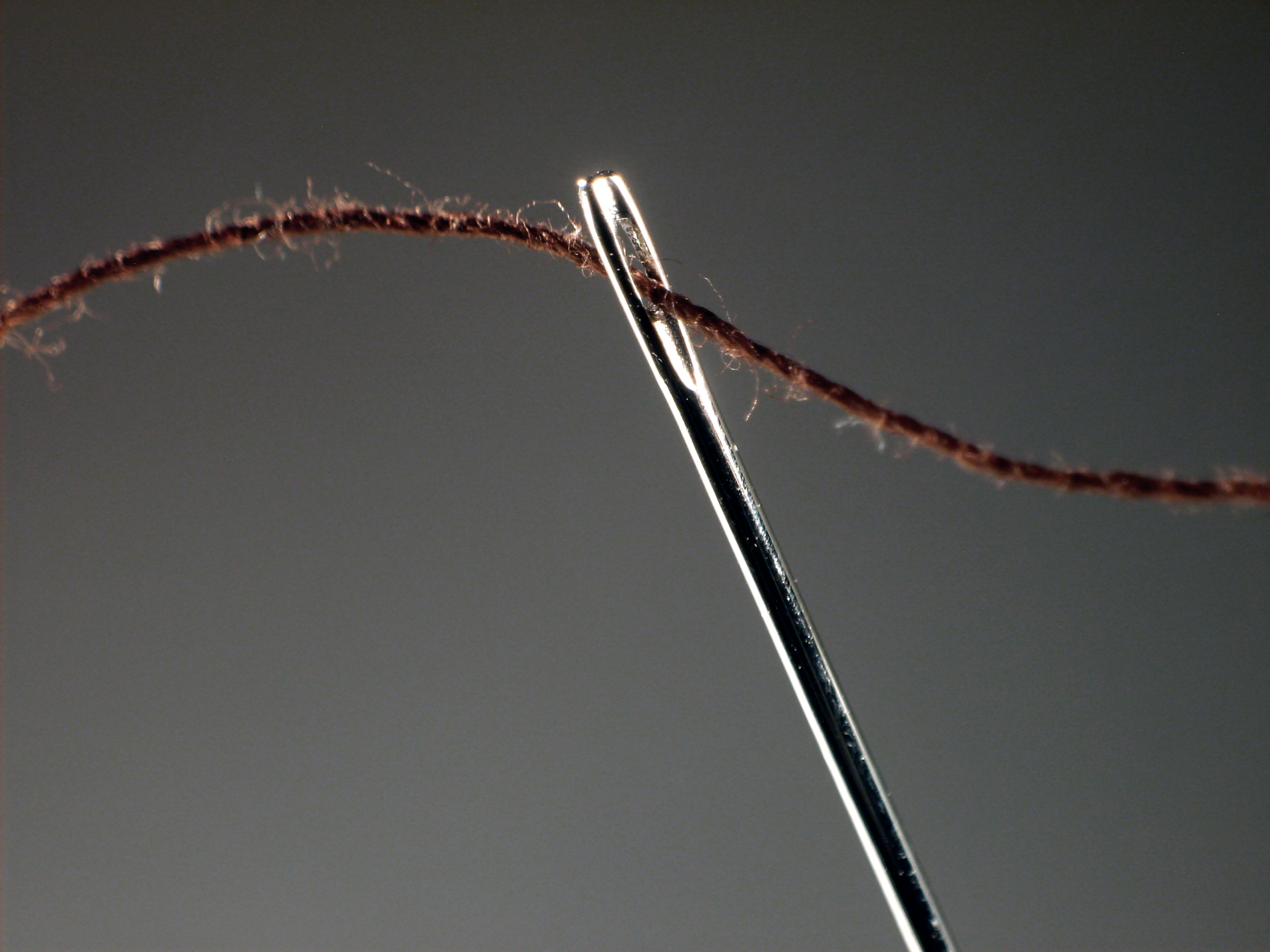
Agulla enfilada.

El fil de Polièster / Polièster de nucli (Core Spun) es fa embolicant polièster bàsic al voltant d'un filament de polièster continu durant el girat i convertint finalment ambdós fils en un fil de cosir.